# Godelieve Smulders
Godelieve Smulders (1949) is een Nederlandse kunstenares.

## Werken van Godelieve Smulders in de openbare ruimte

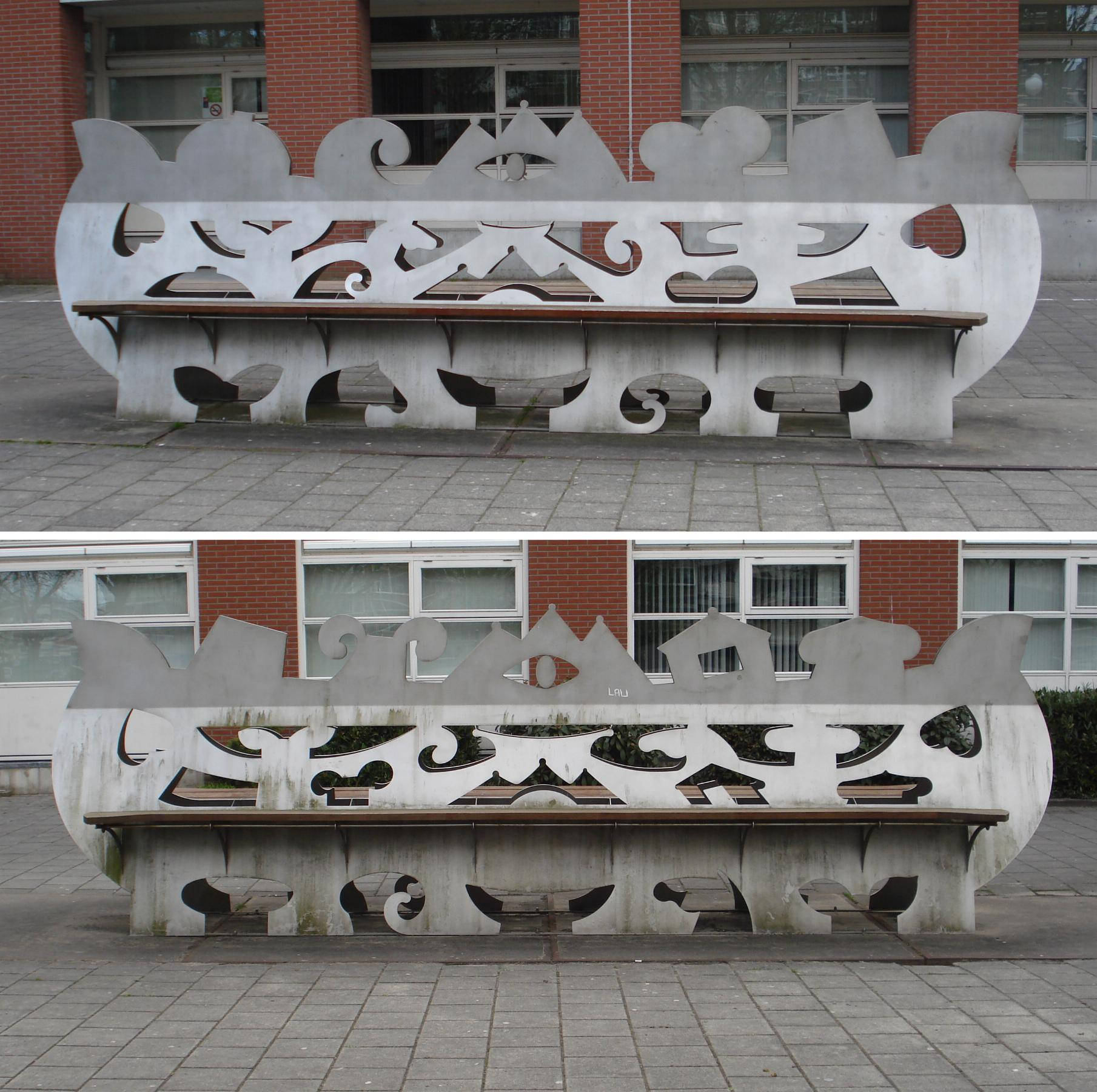
Romeo en Julia in Spijkenisse

- Westerpark Amsterdam, Bruidssuite, uitgevoerd in staal en beuken (1992/2002)
- Sportlaan 13-15 Spijkenisse, Romeo en Julia (1998)
- Westzaanplantsoen, Amsterdam, Vaarwel, (2004)
- Rotonde De Koppeling/De Molen/Het Spoor Houten, De hensbeker
- Overweersepolderdijk 24 Purmerend, Schimmen, Wilgentakken in brons gegoten (2013)